# Duchenka
Duchenka, duchna – domowe nakrycie głowy noszone przez kobiety w XVII i XVIII wieku wykonane z tkanin jedwabnych lub płótna, zdobione falbanami i haftem. Terminem tym określa się również nocne nakrycie głowy wykonane z płótna lub barchanu i noszone zarówno przez mężczyzn jak i kobiety.